# 甲藻甾烷
甲藻甾烷（英語：Dinosterane，或称作4α,23,24-三甲基胆甾烷，4α,23,24-trimethylcholestane）是一种C30甾烷。在地质学上，甲藻甾烷常作为生物标志物来鉴定双鞭毛虫门（甲藻）化石，原因是其衍生物甲藻甾醇主要存在于甲藻，很少存在于其它生物，但个别海洋矽藻物种也会产生甲藻甾醇。